# Esbarjo Marià Ausà
L'Esbarjo Marià Ausà va ser un club de futbol de la ciutat de Vic de principis del s. XX. Era popularment conegut com l'Ausà, Va participar en el Campionat de Catalunya de Futbol, i va ser el primer club federat d'Osona.

## Història
El 1913 es va fundar el Marià Ausa, principal secció futbolística de l'Esbarjo Dominical Marià. Les institucions eclesiàstiques van ser les principals promotores de la introducció del futbol a Vic. L'Esbarjo fou impulsat pel bisbe Torras i Bages, l'Esbarjo va contribuir a difondre i popularitzar la pràctica de l'esport gràcies a les seves instal·lacions i a la divulgació de les normes i els reglaments de les diferents disciplines que s'hi practicaven. De totes les modalitats esportives, el futbol sobresortia de totes. L'Esbarjo va fomentar i difondre el Futbol entre la societat vigatana, i el que és tant o més important, la pràctica de l'esport de base, que era entès com un nou espai de sociabilitat que tenia com a eixos principals l'entreteniment i la salut física. En paral·lel, l'Església aprofitava la difusió i popularitat que prenia l'esport com a vehicle d'accés a la societat en general i al jovent en particular.
L'any 1943, es va consumar una integració amb el seu rival, el Vic Football Club, entitat que nasqué el 1922. Aquesta fusió culminà amb la formació de l'Unió Esportiva Vic, marcant un punt d'inflexió notable en la trajectòria esportiva local.